# تقدم پاپی

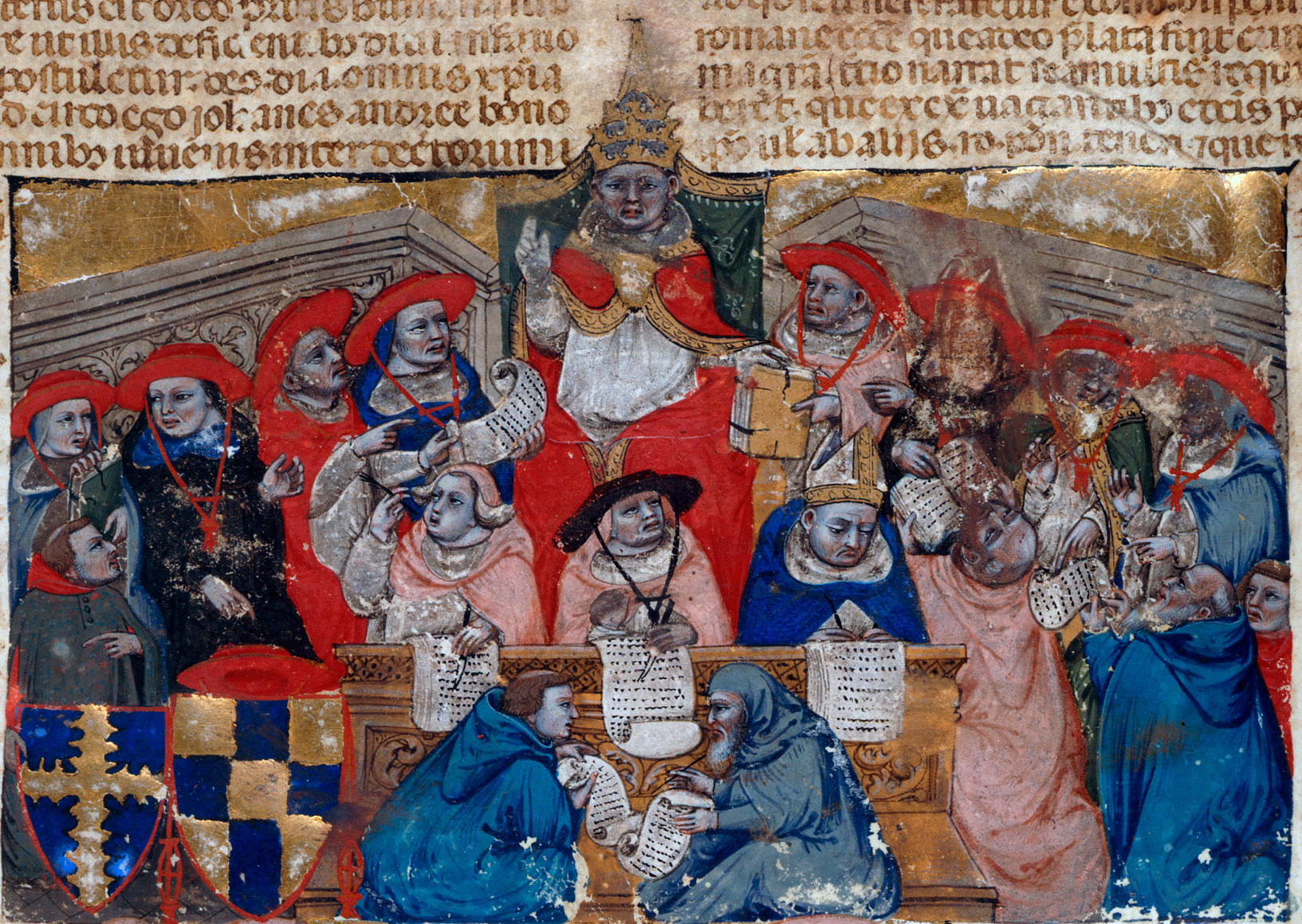
پاپ بونیفاس هشتم و کاردینال‌هایش، اثری مربوط به قرن چهاردهم

تقدم پاپی یا تقدم اسقف روم (به لاتین: Primatus papae) یک آموزه کلیسایی مسیحی مربوط به برتری، احترام و اقتدار پاپ نسبت به سایر اسقف‌ها و سریرها است.
اعتقاد بر این است که بحث تقدم و همچنین فیلیوکه دو اختلاف اصلی و ریشه‌ای کلیسای کاتولیک و کلیسای ارتدکس شرقی هستند. کلیسای کاتولیک تقدم پاپ را قدرت کامل، عالی و جهانی پاپ بر کل کلیساهای جهان می‌داند، قدرتی که او همیشه می‌تواند بدون مانع از آن استفاده کند.
پیروان کلیسای ارتدکس شرقی پیشوای اصلی خود را اسقف اعظم قسطنطنیه و نه پاپ می‌دانند (اگر چه عملاً بسیاری از کلیساهای آن (مانند کلیسای ارتدکس روسیه و کلیسای ارتدکس یونان) به‌صورت مستقل توسط اسقف و پدران خود هدایت می‌شوند). با این حال برخی از این کلیساها، تقدم اسقف روم را صرفاً به عنوان یک احترام بدون هیچ برتری و قدرت مؤثری نسبت به سایر کلیساها قبول دارند و از آن به عنوان اولی بین برابرها یاد می‌کنند.
در سند راونا که در سال ۲۰۰۷ صادر شد نمایندگان کلیسای ارتدکس و کلیسای کاتولیک به‌طور مشترک اظهار داشتند که هم شرق و هم غرب اولویت اسقف روم را در سطح جهانی می‌پذیرند، اما هنوز اختلاف نظرهایی در مورد چگونگی انجام تقدم و انجام مبانی کلامی آن وجود دارد.

## مآخذ
- Larchet, Jean-Claude (2006). "The question of the Roman primacy in the thought of Saint Maximus the Confessor".  In Kasper, Walter (ed.). The Petrine ministry: Catholics and Orthodox in dialogue: academic symposium held at the Pontifical Council for Promoting Christian Unity. Translated by Brian Farrell. Paulist Press. ISBN 978-0-8091-4334-4. The question of the primacy of the Roman pope has been and remains, together with the question of the Filioque, one of the main causes of separation between the Latin Church and the Orthodox churches and one of the principal obstacles to their union.
- Joint International Commission for the Theological Dialogue between the Roman Catholic Church and the Orthodox Church (2007-10-13).  Written at Ravenna, IT. Ecclesiological and canonical consequences of the sacramental nature of the church: ecclesial communion, conciliarity and authority. Tenth Plenary Session, 8–15 October 2007. Vatican City. Archived from the original on 2007-11-17.
- Speciale, Alessandro (2011-09-25). "Ratzinger's Ecumenism between light and shadows". vaticaninsider.lastampa.it. Turin, IT: La Stampa. Archived from the original on 2013-07-31.